# Корма

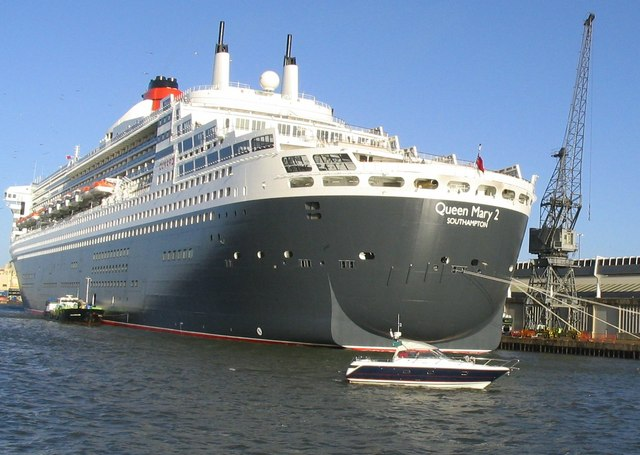
Корма судна Queen Mary 2

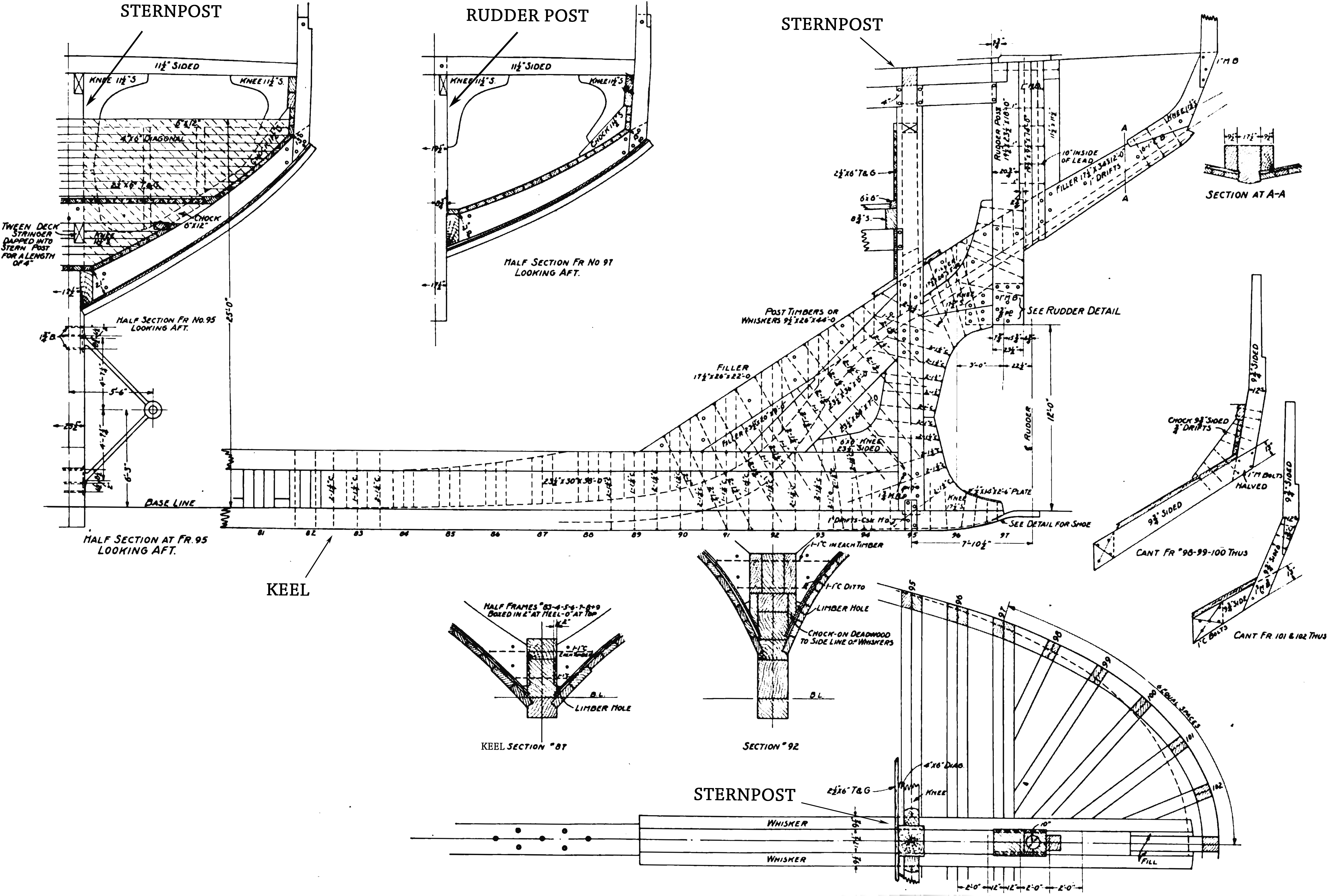
Теоретичний кресленик кормової частини дерев'яного судна

Корма́ — задня частина корпусу корабля (судна).
Корма поділяється на надводну і підводну частини. Форма підводної частини корми впливає на керованість судна, силу опору води при його русі та на умови роботи суднового рушія, а контури її надводної частини визначають зручність розташування суднових пристроїв (стернового, швартовного, буксирного тощо) та суднових приміщень. Форма надводної частини корми значною мірою залежить від призначення корабля (судна) та його розмірів.

## Етимологія
Слово корма походить від прасл. *kъr̥ma, походження якого неясне: найчастіше тлумачиться як похідне від пра-і.є. *(s)ker- («різати»). Можливий семантичний розвиток: «відрізана палиця», «частина стовбура» → «весло» → «кермове весло» → «місце на судні, де розміщено кермове весло».

## Історична довідка
Корма на старовинних суднах зазвичай мала чотирикутну форму. Така конструкція корми, хоча і не відрізнялася великою міцністю, але проіснувала майже до кінця XIX ст. Кругла корма була введена тільки в середині XIX ст. і незабаром повсюдно отримала визнання.

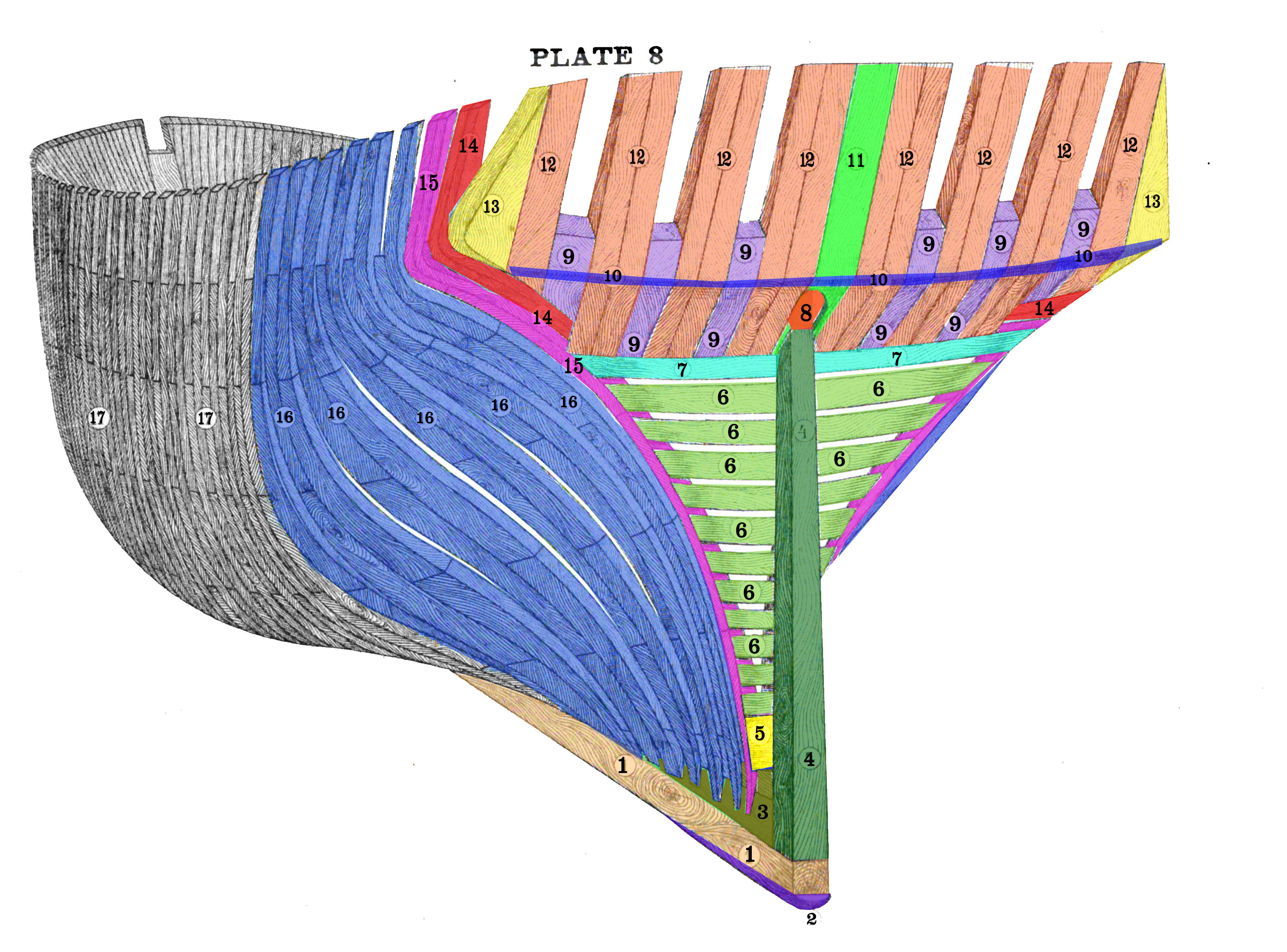
Набір корпусу судна з боку корми:
1 — кіль
2 — п'ята́ пера стерна
3 — кормовий дейдвуд
4 — ахтерштевень
5 — чака
6 — філін-транці
7 — вінтранець
8 — гельмпорт
9 — контр-тимберси
10 — край підзора
11 — горн-тимберс
12 — старн-тимберси
13 — бічні контр-тимберси
14 — квартер-тимберси
15 — фашенпіси
16 — поворотні шпангоути
17 — бортові шпангоути

Висоту конструкції чотирикутного типу визначали від основи ахтерштевня до гакаборта, найбільшу ширину — довжиною вінтранця і довжину — від крайнього кормового поворотного шпангоута (фашенпіса) до гакаборта. Корма складалася з ряду поперечних горизонтальних брусів — транців. Найдовший транець (вінтранець) кріпився на ахтерштевні; верхня грань вінтранця служила нижньою луткою кормових гарматних портів. Фашенпіси своїми нижніми кінцями — загостреними флортимберсами (пік-штуками) — були забиті у фалстарнпост (вертикальний брус, що посилював зсередини ахтерштевень), топтимберси фашенпісів кріпилися до вінтранця і шпігель-транця. Простір між пік-штуками і вінтранцем заповнявся транцями — горизонтальними балками різної довжини. Перший від вінтранця транець називався дек-транцем (він водночас був бімсом нижньої палуби), другий — транцем камери збройового майстра; транці між вінтранцем і пік-штуками називалися проміжними транцями чи «філін-транцями» (англ. filling transoms, букв. — «транці-заповнювачі»). Кінці транців впиралися у футокси фашенпісів. Останні додатково посилювалися контр-фашенпісами. До вінтранця кріпилися L-подібні вертикальні бруси — старн-тимберси (довші), які утворювали своїми кутами кормовий підзор, і контр-тимберси (коротші між ними), разом вони складали основу для гакаборта. Нижні частини старн-тимберсів і контр-тимберсів з'єднували два поперечні бруси: нижній, ближчий до вінтранця називався шпігель-транець, а верхній, ближчий до кута, — топ-транець. Між цими брусами розташовувався отвір — гельмпорт, через який проходив балер стерна. Шпігель-транець своєю нижньою гранню утворював верхні лутки кормових портів. Окрім останніх, обабіч гельмпорта розташовувалися вікна кают збройового майстра та помічника скарбника. Вище старн-тимберси з'єднувалися між собою поперечними брусами, що утворювали верхні і нижні лутки кормових вікон. Найвищий транець називався квартердек-транцем, він служив бімсом палуби на рівні шканців (квартердека).

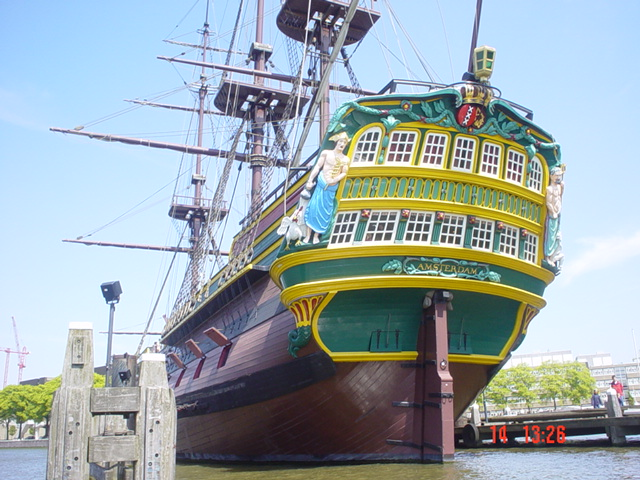
Корма реплікованого судна Amsterdam VOC (1749)

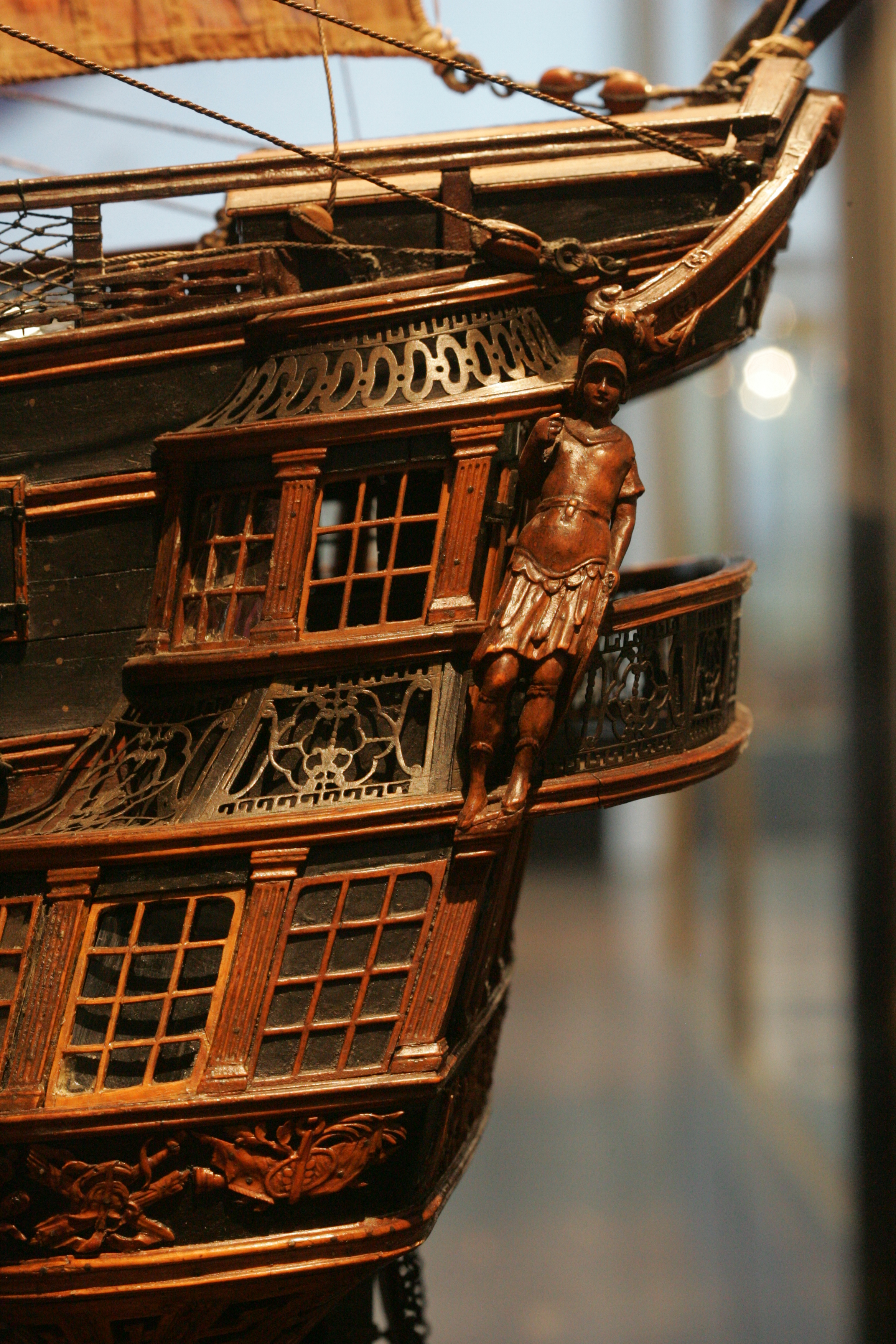
Оздоблення корми французького корабля Artésien із середини XVIII ст.

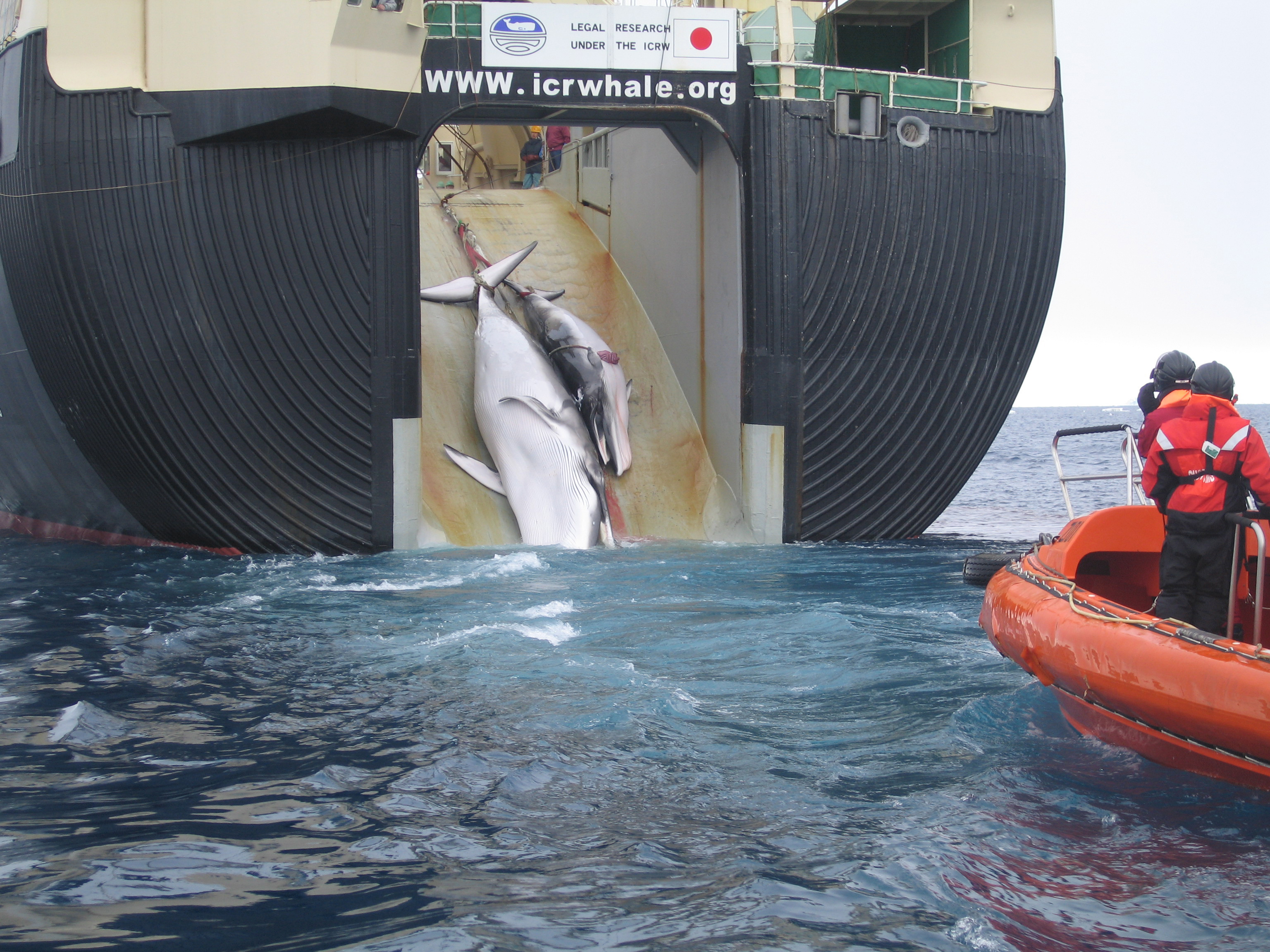
Транцева корма зі сліпом японського риболовецького судна Nisshin Maru

У кормовій частині корабля зазвичай розташовуються рушійні та керуючі елементи (стерно, кормові гребні колеса та гвинти тощо). Тому кормова частина корабля зазвичай належала капітанові і в цій частині корабля знаходилися капітан та його помічники. Ця частина корабля зазвичай була захищена від вітру при русі корабля, в ній розташовувалися елементи оздоблення корабля і тут знаходились службові приміщення (кают-компанія, ратс-камера, галереї, каюти) та зберігалися нагороди, які були вручені цьому кораблю.
Навколо корми розташовувалася кормова галерея — довгий балкон, підлога якого була продовженням квартердека. Судна з трьома палубами зазвичай мали дві галереї, одна над однією. Вони виступали за корму й підтримувалися прикрашеними консолями, на яких були укріплені і балюстради галерей. Балюстрада складалася з маленьких стовпців — балясин, які виготовляли у старовинних дерев'яних суднах спочатку з дерева, а з другої половини XVIII ст. — із заліза. У середині балюстради знаходився щит із розпізнавальними знаками країни, якій належало судно. Під вікнами кают-кампанії розташовувався багато прикрашений пояс — шпігельбург, до якого був прикріплений щит з назвою корабля. Карнизи, що йшли під вікнами, називалися рим-реєльсами, ті, що йшли на рівні палуби — фут-реєльсами, площина між ними — підштульцом.
Бічні розширення корми — звиси, або раковини також підтримувалися дерев'яними консолями, встановленими на обшивку корпусу. У раковинах розташовувалися службові приміщення офіцерів. Плоску закруглену зверху поверхню кормового краю судна (гакаборт) прикрашали барельєфами, воєнними трофеями, зображеннями звірів і фігурами святих. Над гакабортом височів один або кілька кормових ліхтарів, що мали зазвичай багате оздоблення.
Одночасно, кормова частина корабля була найвразливішою — тому в бою основною ціллю була корма. На початку XIX століття кормова частина корабля стала округлішою, це пов'язано з появою гвинтових рушіїв. У кормовій частині стали розміщувати основні прилади корабля.

## Види форм кормової частини судна

### Еліптична корма
Звичайна корма має звисаючий високо над водою елемент верхньої частини корпусу судна і є продовженням ахтерштевня, що має назву підзор. Така корма переважно зустрічається у вантажних одногвинтових морських і річкових суден застарілої конструкції, що мають невелику швидкість ходу.

### Крейсерська корма
Більшість транспортних суден мають у надводній частині корми випуклі плавні обриси із зануреним у воду підзором — так звану крейсерську корму. У підводній частині перед ахтерштевнем зазвичай розташовується плавник, який забезпечує краще підходження води до гребного гвинта. Така форма корми збільшує площу палуби і зменшує вихроутворення за корпусом і використовується на швидкохідних суднах або суднах з декількома гребними гвинтами. Різновид крейсерської корми — криголамна корма.
Підзор крейсерської корми утворюється рамами з кормових шпангоутів і бімсів, які під різними кутами відходять від закріпленої на ахтерштевні поперечної кормової перебірки — транцевого листа.

### Транцева корма
Транцева корма має прямі обриси у плані та у вертикальній площині, що утворені вертикальною або нахиленою поперечною площиною, котра має назву транець. Така корма використовується на тих поромах та суднах (трейлерах, контейнеровозах, траулерах), де з корми виконуються спеціальні операції; вона необхідна, наприклад, при роботі з сітями на промислових суднах, при горизонтальному вантажообробленні, при встановленні мін або тралів військовими кораблями тощо. у туристських катерів нижня частина транця зазвичай занурена у воду. Підводну частину корми сучасних морських суден зазвичай роблять з незамкнутим ахтерштевнем (відкрита корма). Корма промислових суден має нахилену ділянку палуби — сліп для роботи з тралом та іншими знаряддями лову.
Форма кормового краю в значній мірі залежить від кількості гребних гвинтів. У одногвинтового судна в кормі в діаметральній площині в районі розташування гвинта робиться досить великий виріз, або «вікно», в ахтерштевні. У двогвинтових суднах обриси в кормовій частині також повинні забезпечувати розміщення гребних гвинтів. Тому, коли йде мова про архітектурний тип судна, обов'язково вказують скільки гребних гвинтів воно має. Форму підводної частини корми характеризує також форма і протяжність дейдвуда — вузького краю корпусу, у яку переходить кільова балка.

## Галерея

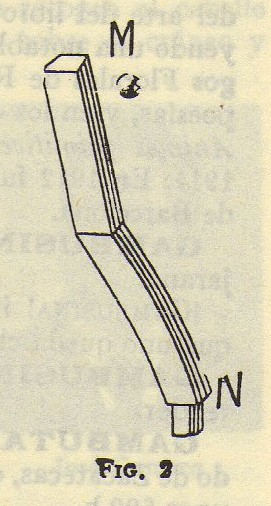
Контр-тимберс
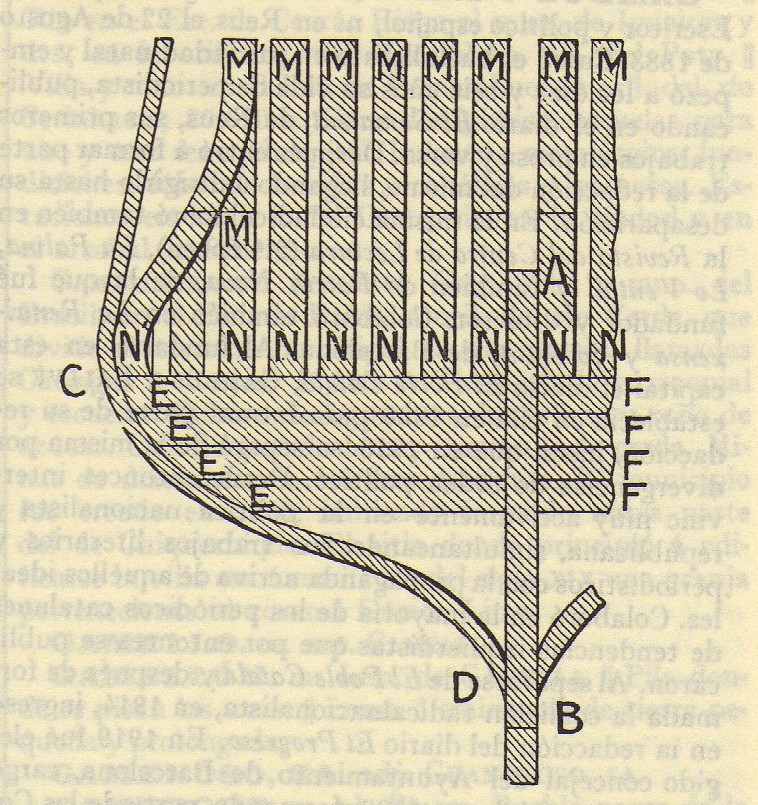
Набір корми: A — ахтерштевень, B — кіль, C — шпангоут, D — дейдвуд, E — транці, M — старн-тимберси, N — контр-тимберси